# Постоленко, Валерий Анатольевич
Валерий Анатольевич Постоленко (3 марта 1964, Днепропетровск — 10 февраля 2025, Днепр) — советский и украинский футболист, полузащитник.

## Биография
В 1982 году был в заявке днепродзержинского «Металлурга», но ни одного матча не сыграл. Затем много лет выступал в соревнованиях коллективов физкультуры, в том числе в 1990—1991 годах за «Ведрич» в первенстве Белорусской ССР. В начале 1992 года, будучи со своей командой на сборах в Польше, вместе с игроками «Ведрича» Александром Кобецем и Александром Кожиновым и находившимся на просмотре Сергеем Башкировым перешёл в местный клуб МЗКС (Василькув). В оплату трансфера поляки позволили команде ещё дважды бесплатно приехать на сборы, а также дали видеокамеру и комплект формы.
Летом 1992 года вернулся в «Ведрич» и сыграл 12 матчей в высшей лиге Белоруссии. Весной 1993 года выступал во второй лиге Украины за «Дружбу» (Осипенко), затем до конца карьеры играл за любительские команды и в мини-футболе.
Работал детским тренером в школе «Агротайм» (Днепр). Принимал участие в матчах ветеранов.
Умер 10 февраля 2025 года в Днепре в возрасте 60 лет.